# Aubussargues
Aubussargues é uma comuna francesa na região administrativa de Occitânia, no departamento de Gard. Estende-se por uma área de 8,52 km². Em 2010 a comuna tinha 320 habitantes (densidade: 37,6 hab./km²).